# Gaujac (Gers)
Gaujac è un comune francese di 63 abitanti situato nel dipartimento del Gers nella regione dell'Occitania.

## Società

### Evoluzione demografica
Abitanti censiti